# 히사도미 료스케
히사도미 료스케(일본어: 久富 良輔, 1991년 3월 19일 ~ )는 일본의 축구 선수이다. 현재 J2리그의 후지에다 MYFC에서 뛰고 있다.

## 구단 경력
그는 2014년부터 J리그의 더스파구사쓰 군마, 후지에다 MYFC, 도치기 SC에서 뛰었다.